# The Man Who Saw Tomorrow
Pour plus de détails, voir Fiche technique et Distribution.
The Man Who Saw Tomorrow est un film américain réalisé par Alfred E. Green et sorti en 1922.
Thomas Meighan qui tient le rôle principal était alors au sommet de sa carrière.

## Fiche technique
- Réalisation : Alfred E. Green
- Scénario : Frank Condon, Will M. Ritchey, Perley Poore Sheehan (en)
- Producteur : Adolph Zukor
- Photographie : Alvin Wyckoff
- Genre : Drame, romance[2]
- Production : Famous Players-Lasky
- Distributeur : Paramount Pictures
- Durée : 70 minutes
- Date de sortie : 29 octobre 1922

## Distribution
- Thomas Meighan : Burke Hammond

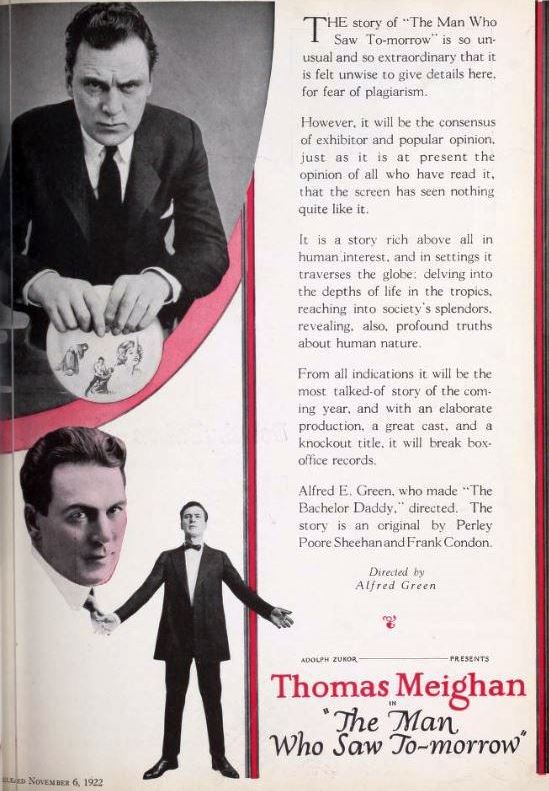
Article présentant le film dans Exhibitors Herald.

- Theodore Roberts : Captaine Morgan Pring
- Leatrice Joy : Rita Pring
- Alan Roscoe : Jim McLeod
- Alec B. Francis : Sir William De Vry
- June Elvidge : Lady Helen Deene
- Eva Novak : Vonia
- Larry Wheat : Larry Camden
- John Miltern : Professeur Jansen
- Robert Brower : Bishop
- Edward Patrick : Botsu
- Jacqueline Dyrese : Maya